# 이반 디아스

이반 디아스 추기경의 문장

이반 디아스(Ivan Dias, 1936년 4월 14일 - 2017년 6월 19일)는 인도의 로마 가톨릭교회 추기경이다. 가나·토고·베냉 주재 교황 임시 대사(1982년 ~ 1987년), 대한민국 주재 교황 대사(1987년 ~ 1991년), 알바니아 주재 교황 대사(1991년 ~ 1996년), 뭄바이 대교구장(1996년 ~ 2006년), 인류복음화성 장관 등을 지냈으며, 2001년 추기경에 서임되었다.